# 가산초등학교 (강원)
가산초등학교는 대한민국 강원특별자치도 춘천시 동면 지내리에 있는 공립 초등학교이다.

## 학교 연혁
- 1936년 9월 15일 가산공립보통학교(4년제) 개교설립인가 8월 31일
- 1938년 4월 1일 가산공립심상소학교로 교명 개칭
- 1941년 4월 1일 가산공립국민학교로 교명 개칭
- 1996년 3월 1일 가산초등학교로 교명 개칭
- 2022년 9월 1일 38대 황길수 교장 부임
- 2023년 12월 29일 제82회 졸업식 거행(총 졸업생수 2,767명)

## 학교 상징
- 교화 - 장미 : 아름다움을 지킬 수 있는 능력인.
- 교목 - 전나무 : 곧은 사람, 크는 사람, 튼튼한 사람.

## 참고 자료
- 가산초등학교 - 한국교육학술정보원 학교알리미